# Ащибулак (Жамбильський район)
Ащибула́к (каз. Ащыбұлақ) — село у складі Жамбильського району Жамбильської області Казахстану. Адміністративний центр Карасуського сільського округу.
Населення — 1228 осіб (2021; 1443 у 2009, 1202 у 1999, 1086 у 1989).
До 2017 року село називалось Піонер.